# Lidong (sockenhuvudort i Kina, Hunan Sheng, lat 29,64, long 111,82)
Lidong (kinesiska: Lidong Xiang, 澧东乡) är en sockenhuvudort i Kina. Den ligger i provinsen Hunan, i den södra delen av landet, omkring 200 kilometer nordväst om provinshuvudstaden Changsha. Antalet invånare är 25 632. Befolkningen består av 12 965 kvinnor och 12 667 män. Barn under 15 år utgör 14,0 %, vuxna 15-64 år 72 %, och äldre över 65 år 13,0 %.
Runt Lidong är det tätbefolkat, med 493 invånare per kvadratkilometer. Närmaste större samhälle är Jinshi, 6,3 km sydost om Lidong. Trakten runt Lidong består till största delen av jordbruksmark.
Genomsnittlig årsnederbörd är 1 565 millimeter. Den regnigaste månaden är maj, med i genomsnitt 222 mm nederbörd, och den torraste är december, med 22 mm nederbörd.